# Jonas Omlin
Jonas Omlin (Sarnen, Suiza, 10 de enero de 1994) es un futbolista suizo que juega de portero en el Borussia Mönchengladbach de la 1. Bundesliga de Alemania.

## Trayectoria
Comenzó su carrera como sénior en el S. C. Kriens, club en el que jugó entre 2012 y 2014, año en el que fichó por el F. C. Luzern de la Superliga de Suiza. Durante la temporada 2015-16 estuvo cedido en el F. C. Le Mont.
Tras realizar una buena temporada 2017-18 con el Luzern fue fichado por el F. C. Basilea.

### Basilea
Tras fichar por el Basilea se convirtió en titular indiscutible en el equipo, convirtiéndose en uno de los mejores porteros de la competición. En 2019 levantó la Copa de Suiza con su nuevo club, lo que les sirvió para disputar la Liga Europa de la UEFA 2019-20.
El Basilea quedó encuadrado en el Grupo C junto con Getafe C. F., FC Krasnodar y Trabzonspor, logrando el Basilea el liderato del grupo, y con Omlin entre los porteros menos goleados de la competición, condición que mejoró tras no recibir ni un solo gol en los dieciseisavos de final, donde el Basilea apeó con claridad al APOEL de Nicosia por un 4-0 en el global de la eliminatoria.
El 12 de agosto de 2020 fue traspasado al Montpellier H. S. C. En este equipo estuvo dos temporadas y media antes de poner rumbo al Borussia Mönchengladbach en enero de 2023 para reemplazar a su compatriota Yann Sommer que ese mismo día había fichado por el Bayern de Múnich.

## Selección nacional
Tras haber sido convocado en numerosas ocasiones con la selección de fútbol de Suiza, el 7 de octubre de 2020 hizo su debut en un amistoso que su selección perdió ante Croacia por 1-2.

### Participaciones en Copas del Mundo
| Mundial      | Sede  | Resultado        | Partidos | Goles |
| ------------ | ----- | ---------------- | -------- | ----- |
| Mundial 2022 | Catar | Octavos de final | 0        | 0     |

## Estadísticas

### Clubes
Actualizado al último partido disputado el 14 de septiembre de 2024.
| S. C. Kriens · Suiza                   | 4.ª           | 2012-13       | 4   | 6   | —  | —  | —  | —  | 4   | 6   |
| S. C. Kriens · Suiza                   | 4.ª           | 2013-14       | 22  | 48  | —  | —  | —  | —  | 22  | 48  |
| S. C. Kriens · Suiza                   | Total club    | Total club    | 26  | 54  | 0  | 0  | 0  | 0  | 26  | 54  |
| F. C. Lucerna II · Suiza               | 4.ª           | 2014-15       | 20  | 28  | —  | —  | —  | —  | 20  | 28  |
| F. C. Lucerna II · Suiza               | Total club    | Total club    | 20  | 28  | 0  | 0  | 0  | 0  | 20  | 28  |
| F. C. Lucerna · Suiza                  | 1.ª           | 2014-15       | 1   | 4   | 0  | 0  | —  | —  | 1   | 4   |
| F. C. Le Mont · Suiza                  | 2.ª           | 2015-16       | 15  | 21  | —  | —  | —  | —  | 15  | 21  |
| F. C. Le Mont · Suiza                  | Total club    | Total club    | 15  | 21  | 0  | 0  | 0  | 0  | 15  | 21  |
| F. C. Lucerna · Suiza                  | 1.ª           | 2016-17       | 14  | 24  | 4  | 4  | 0  | 0  | 18  | 28  |
| F. C. Lucerna · Suiza                  | 1.ª           | 2017-18       | 36  | 51  | 2  | 2  | 2  | 3  | 40  | 56  |
| F. C. Lucerna · Suiza                  | Total club    | Total club    | 51  | 79  | 6  | 6  | 2  | 3  | 59  | 88  |
| F. C. Basilea · Suiza                  | 1.ª           | 2018-19       | 27  | 29  | 4  | 4  | 5  | 7  | 36  | 40  |
| F. C. Basilea · Suiza                  | 1.ª           | 2019-20       | 32  | 31  | 1  | 2  | 11 | 13 | 44  | 46  |
| F. C. Basilea · Suiza                  | Total club    | Total club    | 59  | 60  | 5  | 6  | 16 | 20 | 80  | 86  |
| Montpellier H. S. C. Francia           | 1.ª           | 2020-21       | 31  | 51  | 0  | 0  | —  | —  | 31  | 51  |
| Montpellier H. S. C. II Francia        | 4.ª           | 2021-22       | 1   | 0   | —  | —  | —  | —  | 1   | 0   |
| Montpellier H. S. C. II Francia        | Total club    | Total club    | 1   | 0   | 0  | 0  | 0  | 0  | 1   | 0   |
| Montpellier H. S. C. Francia           | 1.ª           | 2021-22       | 29  | 41  | 0  | 0  | —  | —  | 29  | 41  |
| Montpellier H. S. C. Francia           | 1.ª           | 2022-23       | 14  | 26  | 0  | 0  | —  | —  | 14  | 26  |
| Montpellier H. S. C. Francia           | Total club    | Total club    | 74  | 118 | 0  | 0  | 0  | 0  | 74  | 118 |
| Borussia Mönchengladbach · Alemania    | 1.ª           | 2022-23       | 15  | 18  | 0  | 0  | —  | —  | 15  | 18  |
| Borussia Mönchengladbach · Alemania    | 1.ª           | 2023-24       | 7   | 18  | 1  | 0  | —  | —  | 8   | 18  |
| Borussia Mönchengladbach · Alemania    | 1.ª           | 2024-25       | 3   | 6   | 1  | 1  | ―  | ―  | 4   | 7   |
| Borussia Mönchengladbach · Alemania    | Total club    | Total club    | 25  | 42  | 2  | 1  | 0  | 0  | 27  | 43  |
| Total carrera                          | Total carrera | Total carrera | 260 | 398 | 13 | 13 | 18 | 23 | 291 | 434 |
| (1) Hace referencia a goles encajados. |               |               |     |     |    |    |    |    |     |     |

## Palmarés

### Títulos nacionales
| Título        | Club          | País  | Año  |
| ------------- | ------------- | ----- | ---- |
| Copa de Suiza | F. C. Basilea | Suiza | 2019 |